# Cebus leucocephalus
Cebus leucocephalus är en art i underfamiljen kapuciner som förekommer i norra Sydamerika. Populationen listades en längre tid som underart till vitpannad kapucin (Cebus albifrons) eller som synonym till underarten Cebus albifrons versicolor. Från samma region blev med Cebus adustus ytterligare ett taxon beskriven som troligtvis är identisk med Cebus leucocephalus.
Denna kapucinapa lever i Venezuela kring Maracaibosjön och i angränsande regioner av Colombia. Antagligen vistas Cebus leucocephalus liksom andra släktmedlemmar i fuktiga skogar.
Beståndet hotas av skogsröjningar, av jakt och av bönder som dödar individer när de hämtar födan från odlingsmark. I utbredningsområdet ligger tre nationalparker. IUCN befarar att hela populationen minskar med lite mer än 30 procent under de följande 51 åren (tre generationer räknad från 2015) och listar arten som sårbar (VU).